# Террорист-смертник

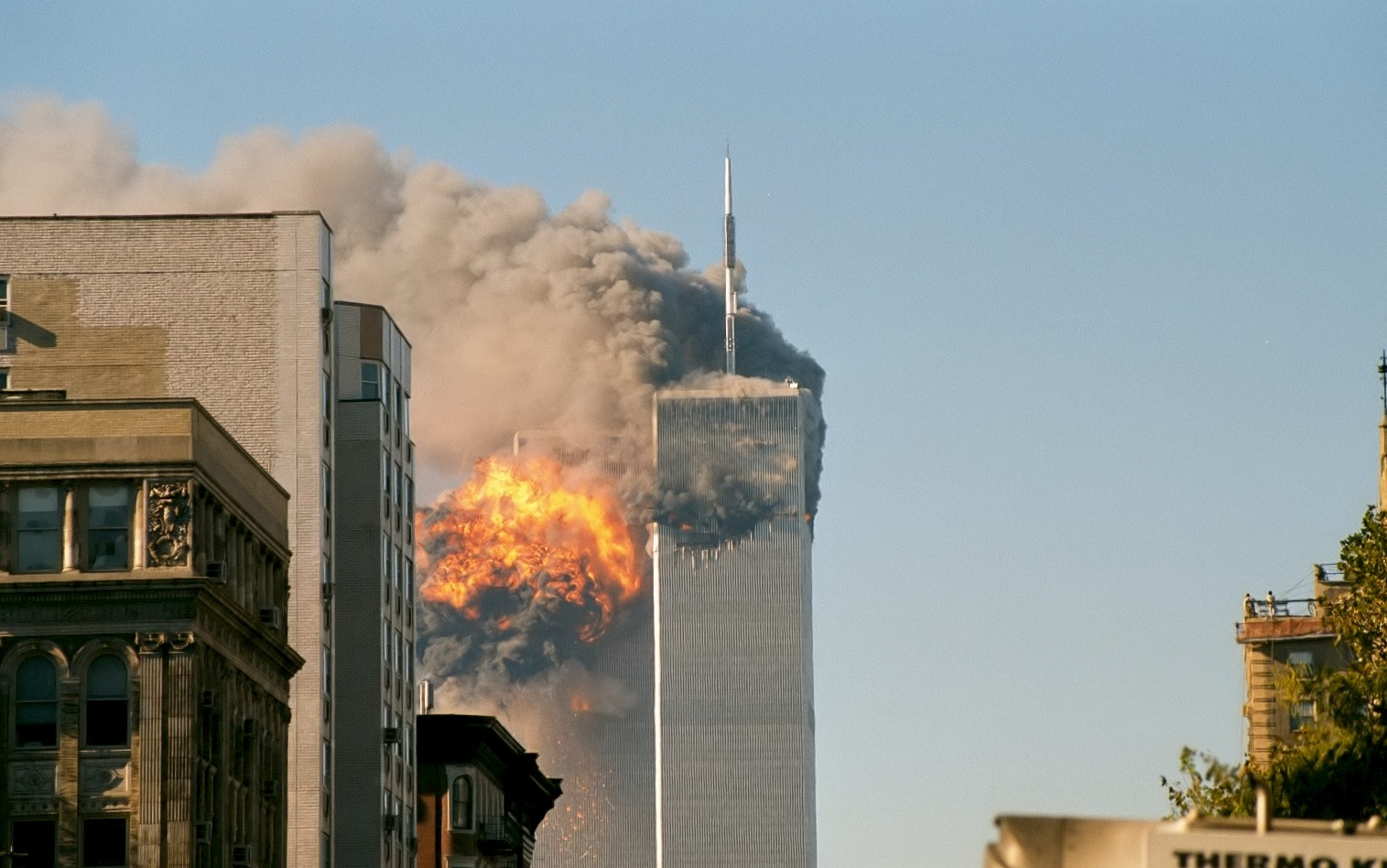
Террористические акты 11 сентября 2001 года, теракт-самоубийство с угоном самолёта

Террорист-смертник — человек, который совершает террористический акт за счёт своей жизни.

## История

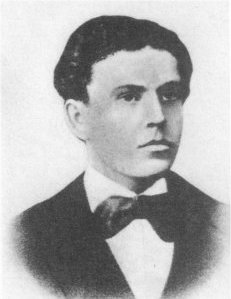
Игнатий Гриневицкий, террорист, подорвавший Александра II

Первыми террористами-смертниками можно считать ассасинов в XI веке в Персии. Их лидер Хасан ибн Саббах поручал своим последователям убивать высокопоставленных «грешников», и ассасины для этого были готовы пожертвовать своей жизнью.
Террористом-смертником можно назвать русского революционера Игнатия Гриневецкого, участвовавшего в покушении на Александра II и взорвавшего его бомбой вместе с собой.

### XX век
В семидесятые годы XX века радикальные мусульманские духовные лидеры объявили самопожертвование в борьбе с врагами видом мученической смерти. В декабре 1981 года террорист-самоубийца взорвал себя в посольстве Ирака, расположенном в Бейруте (Ливан), при этом погибло 27 человек, несколько сотен получили ранения. Этот теракт был организован террористической организацией «аль-Дава». Одним из первых крупных терактов с участием смертников стал подрыв казармы американских войск и взрыв у штаб-квартиры французских войск в Бейруте 23 октября 1983 года. Число терактов, совершенных смертниками, возросло с 31 в 1980-х до 104 в 1990-х годах. С тех пор теракты с участием смертников стали обычными для исламистских террористических организаций.

### XXI век
Самыми масштабными по числу жертв стали террористические акты, совершенные 11 сентября 2001 года в США, организованные Аль-Каидой. С начала 2000-х использование террористов-смертников стало одной из основных тактик исламистского терроризма в России.
В ходе Иракской войны с 2003 по 2010 год от действий террористов-смертников погибли 200 солдат коалиционных сил (военнослужащие США, Великобритании, Италии, Болгарии, Таиланда) и не менее 12 000 мирных иракцев; из 4000 проанализированных жертв среди гражданских лиц 25 % составляли женщины и дети.
В настоящее время террористические группировки, такие как Исламское государство, ХАМАС и Талибан, активно используют смертников. В июле 2012 года афганская разведка сообщила, что за прошедшие два года ей удалось задержать 241 смертника, сорвав тем самым покушения на вице-президентов, министров, членов Верховного суда, губернатора северной провинции Балх и депутатов парламента. ХАМАС возвеличивает мученичество террористов, умерших во имя веры, как самое благородное проявление джихада и исламской религиозности.

## Причины использования
- Исполнитель теракта не нуждается в путях отхода после его совершения, что позволяет нанести больший урон[5].
- Подобные акты терроризма оказывают значительное психологическое воздействие на общество, поскольку свидетельствуют о неэффективности возможных мер по пресечению действий террористов путём ответных акций или возмездия[6].
- Создается героический образ «мучеников», что помогает террористическим организациям вербовать сторонников.
- Исполнитель теракта не может быть допрошен после его совершения, что усложняет расследование преступления и поиск его организаторов.

## Психология террористов-смертников

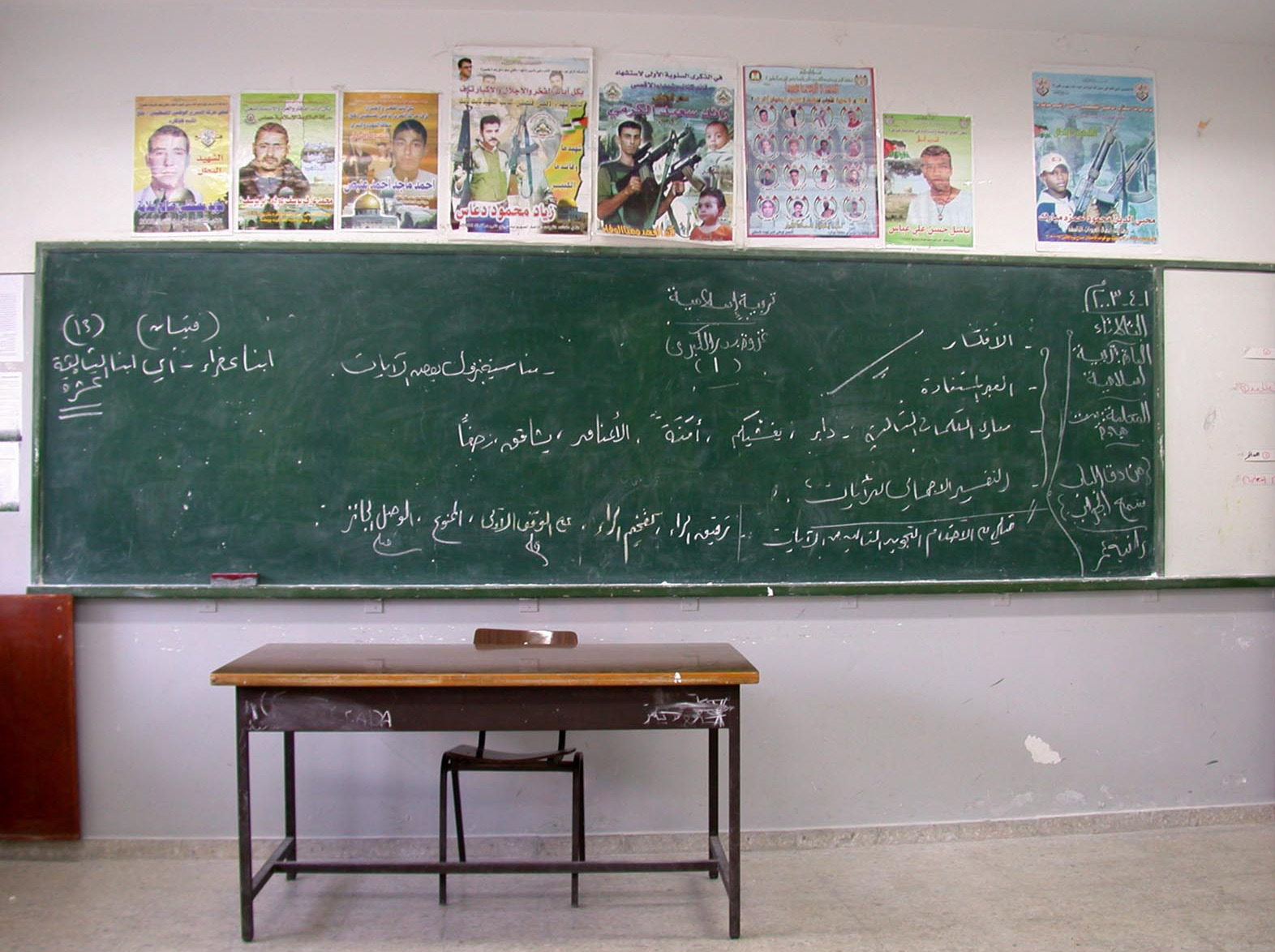
«Патриотическое воспитание» подрастающего поколения на примерах взорвавших себя «мучеников за веру», изображённых на плакатах над классной доской в палестинской общеобразовательной школе в городе Тулькарм

Распространённое предположение о том, что террористов-мусульман привлекает исключительно статус «святых мучеников» и обещание небесной награды за смерть во имя ислама — райских садов, слуг и гурий, — не объясняет, почему для террориста теряет ценность его собственная жизнь и жизни потенциальных жертв-единоверцев. Кроме того, не объясняет то обстоятельство, что среди использующих подобную террористическую тактику становится всё больше женщин. В связи с этим высказывалось мнение, что одним из возможных объяснений психологических корней суицидального терроризма мусульманского толка может быть поиск новой, более позитивной идентичности.
Существует точка зрения, согласно которой террористы-смертники характеризуются патологическими чертами личности, такими как нарциссическая агрессия, чувство вины, переживание страха, депрессивные состояния, авторитарность, приписывание себе и другим недостатка маскулинности, крайняя экстраверсия и эгоцентризм.
Ранее преобладало убеждение, что террористы-смертники в основном происходят из наиболее маргинализированных слоёв общества. Однако анализ, представленный в документе «Святые мученики двуречья», опубликованном на одном из исламистских интернет-форумов и содержащем биографии 430 смертников из Аль-Каиды, показывает, что среди них присутствовало значительное количество лиц с высоким уровнем образования и хорошо оплачиваемой работой. Кроме того, исследование 32 террористов-смертников выявило, что единственным общим аспектом их профиля является отсутствие крепких социальных связей и уязвимость к внешнему воздействию. Этот фактор усиливается почти полной изоляцией смертников от социальных контактов непосредственно перед совершением теракта. Таким образом демографические особенности, социально-экономические факторы и индивидуально-психологические характеристики, взятые по отдельности, не являются надёжным индикатором склонности к совершению суицидального террористического акта.
Террористические организации часто стремятся склонить стать террористами-смертниками подростков, так как они более внушаемы, чем взрослые. Например, в начале 2006 года ХАМАС создал сайт для детей, на котором прославляются подростки-«шахиды» (то есть террористы-смертники) и содержатся призывы к детям «встать на путь шахида».
Арабская газета «Аль-Шарк Аль-Авсат» в интервью с представителями группировки ХАМАС пишет о том, как в Палестине отбирают людей в террористы-смертники: «Существуют 4 критерия, при помощи которых мы определяем, — говорит представитель „Хамас“, — кто нам подходит. Во-первых, религиозность, во-вторых, мы проверяем, выполняет ли шахид волю своих родителей, и не повлияет ли его смерть отрицательно на положение его семьи. Не является ли он отцом семейства или единственным сыном. В этом случае он не подходит. В-третьих, он должен понимать всю важность своей миссии. И в-четвертых, его смерть должна зажечь огонь джихада в сердцах других людей, и вызвать в них желание пожертвовать своей жизнью».
Следует также учитывать, что в исламских государствах семьи террористов-смертников часто получают материальную поддержку как от террористических группировок, так и от сочувствующих лиц. Примером подобных практик является финансирование терроризма Палестинской автономией.